# Music Bank
Music Bank (hangul: 뮤직뱅크) är ett sydkoreanskt TV-program som direktsänds varje fredag på KBS2.

## Beskrivning
Varje vecka framträder utvalda artister live på scen med sina nya låtar i programmet och tävlar om första plats. Artisterna tilldelas poäng som till störst del baseras på försäljningsstatistik försedd av Gaon Chart vilket utgör 70% av den totala poängen och är uppdelat i 65% digital nedladdning av singeln och 5% fysisk försäljning av albumet som låten tillhör. 20% av poängen baseras på antalet gånger som låten spelats på KBS TV, medan 10% av poängen baseras på omröstning på internet. Resultatet presenteras via K-Chart, en topplista som räknar ner från 50 under programmets gång, detta tills vinnaren avslöjas i slutet av programmet.
Tillsammans med liknande program som sänds under veckan på andra TV-kanaler är Music Bank en av de främsta plattformarna för marknadsföring av ny musik i Sydkorea. Redan etablerade skivbolag och artister har större chans att få medverka i programmen då det bland annat ger högre tittarsiffror.

## Flest vinster
| Plats | Artist            | Antal | Debut |
| ----- | ----------------- | ----- | ----- |
| 1     | Girls' Generation | 42    | 2007  |
| 2     | Big Bang          | 27    | 2006  |
| 3     | Yoo Seung-jun     | 22    | 1997  |
| 4     | Psy               | 21    | 1999  |
| 5     | EXO               | 20    | 2012  |
| 6     | Super Junior      | 19    | 2005  |
| 7     | Kim Hyun-jung     | 17    | 1998  |
| 7     | Wonder Girls      | 17    | 2007  |
| 8     | SHINee            | 16    | 2008  |
| 9     | 2PM               | 15    | 2008  |
| 10    | IU                | 14    | 2008  |
| 10    | Beast/Highlight   | 14    | 2009  |
| 10    | Sistar            | 14    | 2010  |

## Liknande program
- The Show — tisdagar på SBS MTV
- Show Champion — onsdagar på MBC Music
- M! Countdown — torsdagar på Mnet
- Simply K-pop — fredagar på Arirang TV
- Show! Music Core — lördagar på MBC
- Inkigayo — söndagar på SBS